# ميدايونا (برشلونة)
بلدية مادِيُونا (بالكاتالانية: Mediona) هي إحدى بلديات مقاطعة برشلونة، والتي تقع في منطقة كاتالونيا، شرق إسبانيا.
يبلغ عدد سكانها 2.251 نسمة وفقاً لإحصائية سنة (2007).